# Nemastomella armatissima
Espèce
Synonymes
- Mitostoma armatissimum Roewer, 1962

Nemastomella armatissima est une espèce d'opilions dyspnois de la famille des Nemastomatidae.

## Distribution
Cette espèce est endémique du Centre au Portugal. Elle se rencontre vers Coimbra.

## Description
La femelle holotype mesure 4 mm.

## Systématique et taxinomie
Cette espèce a été décrite sous le protonyme Mitostoma armatissimum par Roewer en 1962. Elle est placée dans le genre Nemastomella par Schönhofer en 2013.

## Publication originale
- Roewer, 1962 : « Über einige mediterrane Arachniden. » Fragmenta Entomologica, vol. 4, no 2, p. 11–18.